# Sós-ér
A Sós-ér a Kisalföldban ered, Győr-Moson-Sopron vármegyében, mintegy 200 méteres tengerszint feletti magasságban. A patak forrásától kezdve északnyugati-északi irányban halad, majd Győrszemerénél eléri a Marcalt.

## Part menti települések
- Tényő
- Győrszemere